# Magón el Samnita
Magón el Samnita fue un militar cartaginés del siglo III a. C., comandante de las tropas anibalinas en el Bruttium.
Aparece por primera vez en el año 212 a. C. cooperando con Hannón en el asedio y captura de Turios. No mucho más tarde cuenta con la ayuda del lucano Flavio para tender una emboscada en la que muere el general romano Tiberio Sempronio Graco. Magón envió inmediatamente su cadáver, junto con la insignia de general, a Aníbal.
En el año 208 a. C. defendió la ciudad de Locri de los ataques de Lucio Cincio, viéndose casi obligado a la rendición de no ser por la oportuna llegada de Aníbal, quien obliga a los romanos a levantar precipitadamente el sitio. De acuerdo a Polibio, este Magón había sido amigo y compañero de Aníbal desde su juventud.